# اچ‌دی ۱۴۲
اچ‌دی ۱۴۲ یک ستاره است که در صورت فلکی سیمرغ قرار دارد.